# Maria Onișor
Maria Onișor (n. 1 martie 1881, Dej – d. 13 noiembrie 1971, Cluj) a fost o delegată în Marea Adunare Națională de la Alba Iulia, organismul legislativ reprezentativ al „tuturor românilor din Transilvania, Banat și Țara Ungurească”, cel care a adoptat hotărârea privind Unirea Transilvaniei cu România, la 1 decembrie 1918.:p.125

## Biografie
Maria Onișor a finalizat studiile Școlii de fete a ASTREI din Sibiu. Ulterior, s-a remarcat ca animatoare a vieții culturale feminine din Bistrița, colaborând, de asemenea, cu publicația ''Revista Ilustrată''.În anul 1918, împreună cu alte femei din orașul Bistrița, a confecționat drapele și panglici tricolore pentru Marea Adunare Națională de la Alba-Iulia.După 1918, l-a urmat pe soțul său, Victor Onișor, La Sibiu și la Cluj. După decesul lui Victor Onișor, Maria Onișor s-a stabilit la Corvinești, în județul Bistrița-Năsăud. În anul 1940, ea a revenit la Cluj, unde, de altfel, a și decedat, la data de 13 noiembrie 1971.:p.125.

## Activitatea politică

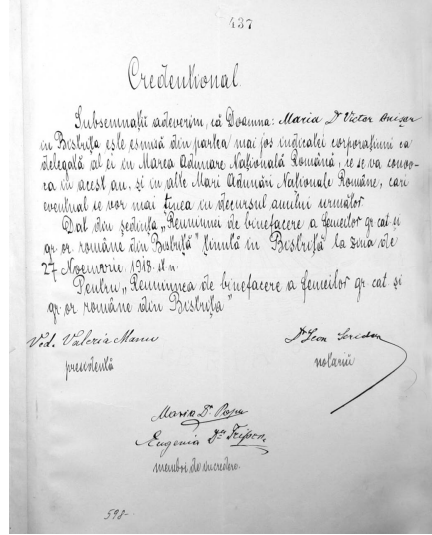
Credențional pentru Maria Onișor, delegată a Reuniunii de binefacere a femeilor greco-catolice și greco-ortodoxe din Bistrița, la Marea Adunare Națională de la Alba-Iulia

Ca deputat în Adunarea Națională din 1 decembrie 1918 Maria Onișor a reprezentat, ca delegată, Reuniunea de binefacere a femeilor greco-catolice și greco-ortodoxe din Bistrița.:p.125. Referindu-se la momentul de la 1 decembrie 1918, Pavel Tofan, membru al Sfatului popular din Bistrița, organism creat la data de 3 noiembrie 1918 :p.1, într-una dintre scrierile sale, a citat-o pe Maria Onișor, susținând că atunci când aceasta se urcase în trenul ce pleca dinspre Bistrița spre Alba-Iulia, ea văzuse 37 de bistrițeni îmbrăcați țărănește și cu cușme lungi.

## Viață personală
Maria Onișor a fost căsătorită cu Victor Onișor, delegat din partea cercului electoral Năsăud, la Marea Adunare Națională de la Alba-Iulia, din 1 decembrie 1918. :p.125.